# Gueto de Andrychów
El gueto de Andrychów (en alemán Andrichau), fue un gueto establecido por los nazis en la Polonia ocupada durante la Segunda Guerra Mundial, para congregar a población judía. Emplazado en la ciudad de Andrychów.

## Historia
El gueto fue establecido el 26 de septiembre de 1941 y estaba localizado en la parte más pobre de la ciudad. Incluía las calles Szewska, Brzegi y Kośvitzkiego. Tenía una capacidad para 500 personas. Una pared de dos metros de altura rodeaba la parte central del gueto, en la calle Brzegi, mientras las otras calles permanecían abiertas.
Desde un comienzo, el gueto parecía estar funcionando de acuerdo a un patrón establecido. Era una regla que los ancianos, los enfermos y los niños menores de 10 años de edad, fueran transportados a Auschwitz, mientras que su lugar fue ocupado por otras personas traídas principalmente de Nidek, Inwałd, Czaniec, Kęty, Żywiec Zablocie y Biała.
El 3 de julio de 1942 los judíos fueron enviados a "Palestina" en ul. Batory: aquí se llevó a cabo una selección. 40 personas fueron trasladadas al campo de exterminio, 100 a campos de trabajo y 60 personas, junto con el Judenrat y la policía judía, fueron llevadas al gueto de Wadowice.
El 15 de septiembre de 1942, unas 200 personas fueron transportadas al Campo de concentración de Auschwitz.
En mayo de 1943 el gueto fue tomado por la Gestapo, y el campo cambió su nombre por el de "Campo judío de la Oficina de Gestión del Agua en Katowice", sucursal en Bielsko, construcción en Andrychów". En ese momento había aproximadamente 150 judíos en el gueto.
La liquidación final del gueto Andrychów ocurrió el 2 de noviembre de 1943, unas 40 personas fueron deportadas a campos de concentración al interior de la Alemania nazi.